# Molophilus trifilatus
Molophilus trifilatus är en tvåvingeart som beskrevs av Alexander 1920. Molophilus trifilatus ingår i släktet Molophilus och familjen småharkrankar. Inga underarter finns listade i Catalogue of Life.